# Berkley (Colorado)
Berkley ist ein Census-designated place im Adams County im US-Bundesstaat Colorado, Vereinigte Staaten, mit 12.536 Einwohnern (Stand: 2020). Das Einzugsgebiet der Stadt beträgt 10,9 km².